# Sebastián Díaz Escobar
Sebastián Ignacio Díaz Escobar (Chile, 16 de febrero de 1989) es un futbolista chileno que se inició en Palestino. Juega de defensa.

## Clubes
| Club              | País  | Año       |
| ----------------- | ----- | --------- |
| Palestino         | Chile | 2008-2010 |
| Cobresal          | Chile | 2011      |
| Deportes Temuco   | Chile | 2012      |
| San Antonio Unido | Chile | 2014-2015 |
| Deportes Recoleta | Chile | 2017-2019 |